# Pycnogaster valentini
Pycnogaster valentini är en insektsart som beskrevs av Pinedo 1987. Pycnogaster valentini ingår i släktet Pycnogaster och familjen vårtbitare. Inga underarter finns listade i Catalogue of Life.